# Adin Vrabac
Adin Vrabac (in serbo Адин Врабац?; Sarajevo, 27 gennaio 1994) è un cestista bosniaco con cittadinanza serba.

## Carriera
Con la Bosnia ed Erzegovina ha disputato due edizioni dei Campionati europei (2015, 2022).

## Palmarès

### Club
- Coppa Intercontinentale: 1

Canarias: 2017
- Campionato austriaco: 1

BC Vienna: 2021-22
- Coppa di Slovenia: 1

Krka Novo mesto: 2021
- Coppa d'Austria: 1

BC Vienna: 2022

### Individuale
- MVP  Coppa d'Austria: 1

2022